# 悔罪圣玛利亚堂
悔罪圣玛利亚堂（Santa Maria delle Penitenti）是意大利威尼斯一个旨在帮助从良的妓女开始新生活的慈善机构Pio Loco delle Penitenti建筑群的一部分，位于威尼斯的西北边缘，卡纳雷吉欧运河畔，接近泻湖出口，面对梅斯特雷。

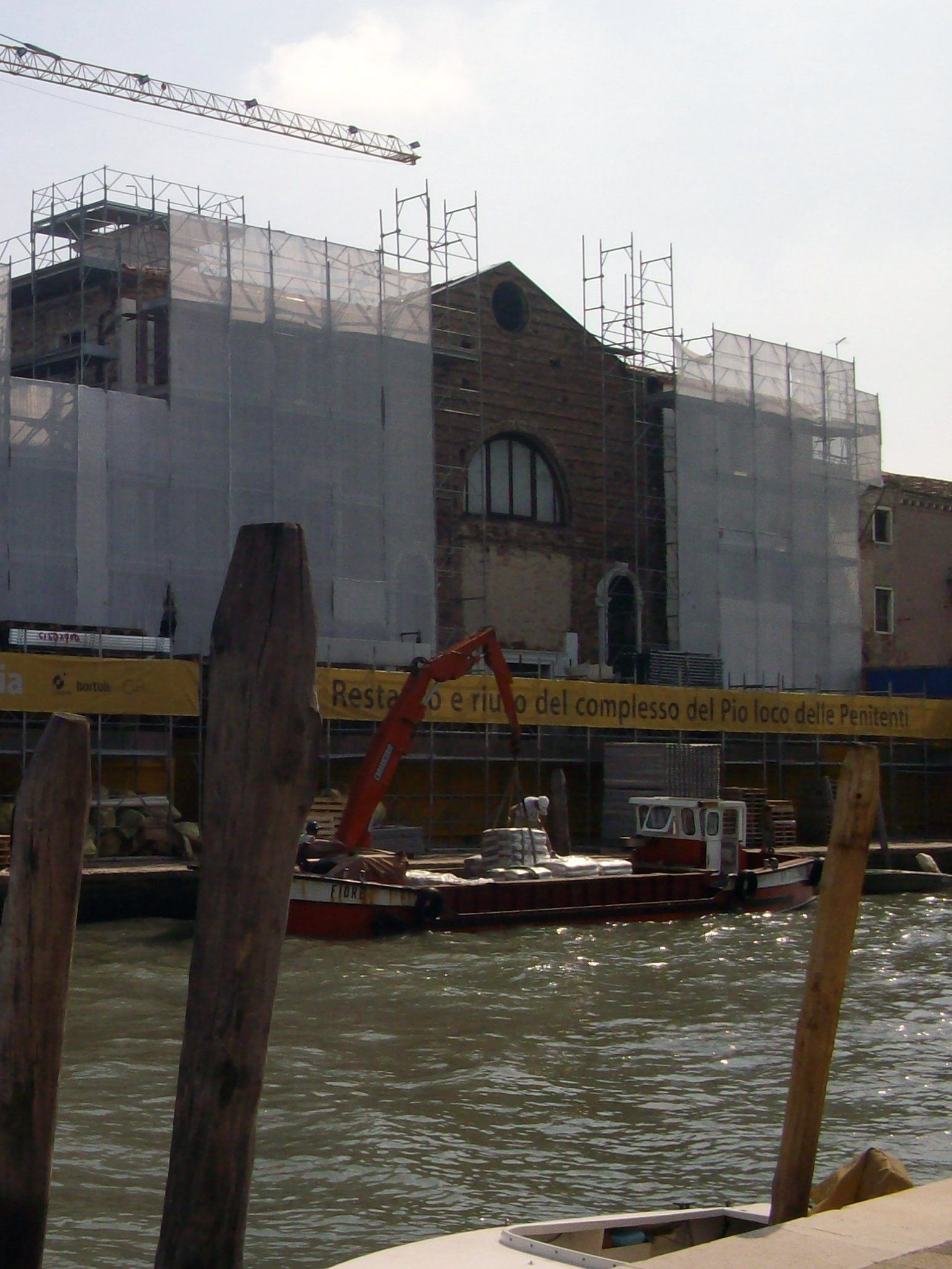

## 历史
1703年，威尼斯宗主教创建了这个慈善机构。。该慈善机构于1705年搬到现址，圣约伯堂的对岸。建筑群包括教堂，以及收容妇女的带内院的两翼。教堂由乔治·马萨里（Giorgio Massari）在1725年建成。两翼完成于1730至1738年，三层，但教堂立面并未完成，仍然裸露着砖头。
在拿破仑统治下，这个机构被取缔。战后，这座建筑物用于收容从以前在意大利占领下的非洲和南斯拉夫地区逃离的妇女。。该建筑目前正在修复，计划用作养老院。